# Prix littéraire Helsingin-Sanomat
Le prix littéraire Helsingin-Sanomat (en finnois : Helsingin Sanomain kirjallisuuspalkinto) est décerné chaque année par Helsingin Sanomat depuis 1995 pour récompenser une première œuvre.
Cette récompense a remplacé le prix Juhana-Heikki-Erkko. En 2010 le montant du prix est de 15 000 euros. 

## Liste des lauréats
| Année | Auteur            | Titre                                                  | Autres nominations |
| ----- | ----------------- | ------------------------------------------------------ | --- |
| 1995  | Sari Mikkonen     | Naistenpyörä                                           | |
| 1996  | Juha K. Tapio     | Frankensteinin muistikirja                             | |
| 1997  | Marja Kyllönen    | Lyijyuuma                                              | |
| 1998  | Katri Tapola      | Kalpeat tytöt                                          | |
| 1999  | Jyrki Vainonen    | Tutkimusmatkailija ja muita tarinoita                  | |
| 2000  | Olli Heikkonen    | Jakutian aurinko                                       | |
| 2001  | Reidar Palmgren   | Jalat edellä                                           | |
| 2002  | Reko Lundán       | Ilman suuria suruja                                    | |
| 2003  | Riku Korhonen     | Kahden ja yhden yön tarinoita                          | |
| 2004  | Sanna Karlström   | Taivaan mittakaava                                     | |
| 2005  | Juhani Känkänen   | Toivon mukaan                                          | |
| 2006  | Armas Alvari      | Varmat tapaukset                                       | |
| 2007  | Henriikka Tavi    | Esim. Esa                                              | |
| 2008  | Katri Lipson      | Kosmonautti                                            | |
| 2009  | Leena Parkkinen   | Sinun jälkeesi, Max                                    | |
| 2010  | Alexandra Salmela | 27 eli kuolema tekee taiteilijan                       | Selja Ahava: Eksyneen muistikirja Peter Franzén: Tumman veden päällä Sami Hilvo: Viinakortti Kari Hukkila: Kerettiläisesseet Pekka Jäntti: Houdinin uni Janne Kortteinen: Paljain jaloin palavassa viinimarjapensaassa Sirpa Kyyrönen: Naispatsaita Pekka Manninen: Kiimakangas Eeva Rohas: Keltaiset tyypit                  |
| 2011  | Satu Taskinen     | Täydellinen paisti                                     | Laura Gustafsson: Huorasatu Pekka Hiltunen: Vilpittömästi sinun Silene Lehto: Hän lähti valaiden matkaan Antti Leikas: Melominen Jenni Linturi: Isänmaan tähden Miki Liukkonen: Valkoisia runoja Mooses Mentula: Musta timantti Iida Rauma: Katoamisten kirja Suvi Valli: Ohijuoksija                                         |
| 2012  | Aki Ollikainen    | Nälkävuosi                                             | Vera Antsalo: Sähkökatkoksen aikaan Jyrki Heino: Kellari Jarmo Ihalainen: Perheestä ja alastomana juoksemisesta Maria Matinmikko: Valkoinen Matti Kangaskoski: Tältä sinusta nyt tuntuu Roope Lipasti: Rajanaapuri Asko Jaakonaho: Onnemme tiellä Matias Riikonen: Nelisiipinen lokki Ville Ropponen: Uralilainen ikkuna      |
| 2013  | Erkka Filander    | Heräämisen valkea myrsky                               | Tua Harno: Ne jotka jäävät Antti Heikkinen: Pihkatappi Juhani Karila: Gorilla Anne-Maria Latikka: Tuulensuoja ja muita novelleja Auli Leskinen: Petojen aika Niina Miettinen: Israel-tyttö Maija Muinonen: Mustat paperit Veera Nieminen: Avioliittosimulaattori Pasi Pekkola: Unelmansieppaaja                               |
| 2014  | Pajtim Statovci   | Kissani Jugoslavia                                     | Antti Arnkil: Lauantaiesseet Antti Holma: Järjestäjä Kai Kajander: Supersäikeet Tommi Kinnunen: Neljäntienristeys Henni Kitti: Elävän näköiset Anni Kytömäki: Kultarinta Miira Luhtavaara: Ruohikon luut Reetta Pekkanen: Pieniä kovia nuppuja Jessica Suni: Hoito                                                            |
| 2015  | Saara Turunen     | Rakkaudenhirviö                                        | Anu Kaaja: Muodonmuuttoilmoitus Laura Lehtola: Pelkääjän paikalla Esa Mäkinen: Totuuskuutio Lauri Mäkinen: Älykkäät kuin käärmeet, viattomat kuin kyyhkyset Kaija Rantakari: Mikado Vuokko Sajaniemi: Pedot Jussi Seppänen: Kymmenottelu Katja Raunio: Käy kaikki toteen Pärttyli Rinne: Viimeinen sana                       |
| 2016  | Hanna Weselius    | Alma!                                                  | Johannes Ekholm: Rakkaus niinku Jan Forsström: Eurooppalaisia rakastajia Tuomas Juntunen: Tuntematon lapsi Aino Kivi: Maailman kaunein tyttö Inkeri Markkula: Kaksi ihmistä minuutissa Aura Nurmi: Villieläimiä Paperi T: post-alfa Soili Pohjalainen: Käyttövehkeitä Minna Rytisalo: Lempi                                   |
| 2017  | Pauli Tapio       | Varpuset ja aika                                       | Silja Kejonen: Vihkilumen talo Olavi Koistinen: Mies joka laski miljardiin (2. sija) Heikki Kännö: Mehiläistie (4. sija) Ossi Nyman: Röyhkeys (3. sija) Maaria Oikarinen: Lucian silmät Ari Räty: Syyskuun viimeinen Marjo Katriina Saarinen: Kerrottu huone Tuuli Salminen: Surulintu Annastiina Storm: Me täytytään valosta |
| 2018  | Eeva Turunen      | Neiti U muistelee niin sanottua ihmissuhdehistoriaansa | Anna-Liisa Ahokumpu: Viktor Stanislauksen kolme sinfoniaa Silvia Hosseini: Pölyn ylistys Jani Mäkivalli: Ääniseltä itään Tuukka Pietarinen: Yksin ja toisin Kirsikka Saari: Hölmö nuori sydän Stina Saari: Änimling Sisko Savonlahti: Ehkä tänä kesänä kaikki muuttuu Tapani Tolonen: Sokeisto Enni Vanhatapio: Absentia      |
| 2019  | Jouni Teittinen   | Sydäntasku                                             | Arsi Alenius: Villa Alpha Katriina Huttunen: Surun istukka Sinikka Huusko: Suolaruusu Riikka Kaihovaara: Villi ihminen ja muita luontokappaleita Maija Kauhanen: Eliitti Laura Laakso: Mrs. Milkyway J. P. Laitinen: Lume Leo Torvalds: Olin tosiaan onnellinen Aino Vähäpesola: Onnenkissa                                   |
| 2020  | Terhi Kokkonen    | Rajamaa                                                | Reetta Aalto: Vadim Marko Järvikallas: Mihin täällä voi mennä Wilhelmiina Palonen 206 pientä osaa Petra Rautiainen Tuhkaan piirretty maa Janne Saarakkala: Sen pituinen se Milja Sarkola: Pääomani Sini Silveri: Titaanidisko Anna Soudakova: Mitä männyt näkevät Elsa Tölli: Fun Primavera                                   |